# لا جارجانتا
بلدية لا جارجانتا (بالإسبانية: La Garganta)‏، هي بلدية تقع في مقاطعة قصرش والتي تقع في منطقة إكستريمادورا، غرب إسبانيا.
يبلغ عدد سكانها 593 نسمة وفقاً لإحصائية سنة (2002).